# Grua per a malalts

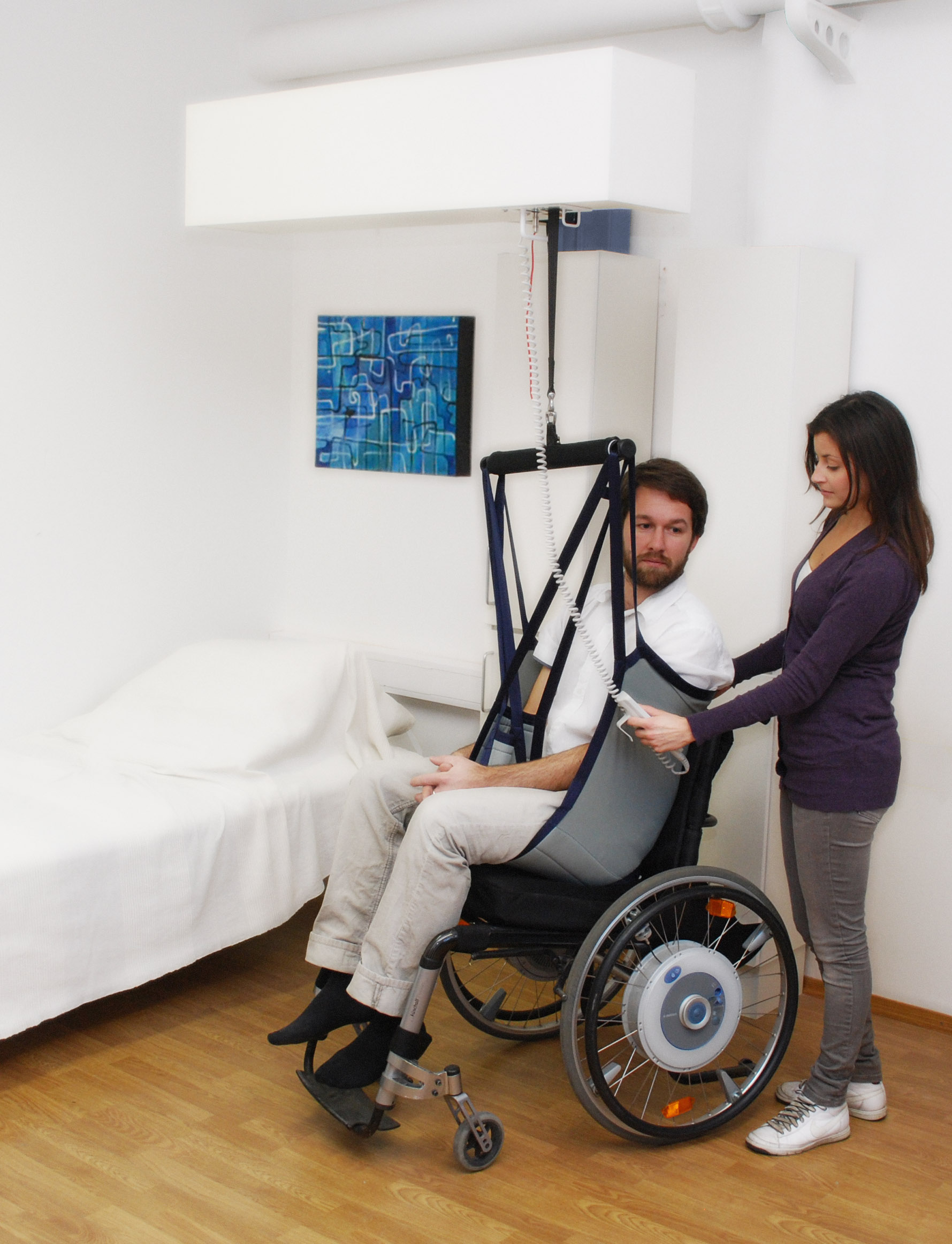
Model de grua per a malalts.

Una grua per a malalts és una grua pensada especialment per aixecar i transportar persones amb importants dificultats de mobilitat. S'utilitzen principalment per a traslladar el pacient del llit a una cadira i a l'inrevés.
Segons la seva instal·lació i mobilitat n'hi ha tres tipus principals:
- Mòbils: Són les més utilitzades. Estan pensades per moure's sobre terres molt plans, ja que tenen rodes molt petites, sovint les rodes davanteres es troben en dues potes que es poden separar per a guanyar estabilitat. Es divideixen alhora en els següents tipus:

- Amb arnès: Són les més normals. Aixequen tot el pacient a pes. El pacient està agafat amb una peça de roba, l'arnès, que té subjeccions a la grua.
- Per aixecar persones: serveixen per a posar el pacient en posició dreta o parcialment dreta. Disposen d'una base perquè el pacient posi els peus i un suport per a l'alçada de la tíbia. S'utilitzen en pacients sense risc de fractura als ossos amb certes capacitats muscular. Es fan servir principalment per canviar el pacient de bolqués o per canviar-lo de seient.
- Amb llitera: amb una llitera com a base de transport, la qual cosa permet el transport de pacients que no poden doblegar l'esquena o amb lesions als malucs.
- Amb seient rígid.

- Fixes: Són aquelles que estan agafades a terra o a la paret en llocs estratègics, per exemple el bany, el llit, piscina i fins i en la porta d'un vehicle.

- Amb rails: Són les que estan suspeses d'un rail per sobre del pacient, sovint agafat al sostre, però també n'hi ha de portàtils que estan subjectes a una estructura amb rodes. També n'hi ha amb doble joc de rails per tal de facilitar el moviment a qualsevol lloc d'una habitició. Llevat dels d'estructura portàtil, permeten un recorregut molt limitat.[2]